# Corey Weyer
Corey Weyer né le 28 mars 1996 à Gold Coast, est un joueur de hockey sur gazon australien. Il évolue au poste de défenseur au QLD Blades et avec l'équipe nationale australienne.

## Carrière

### Coupe du monde
- : 2018[2]

### Coupe d'Océanie
- : 2019